# Сто років зла
«Сто років зла» — фіктивний документальний фільм 2010 року, який припускає, що Адольф Гітлер не покінчив життя самогубством в 1945 році наприкінці Другої світової війни. Режисерами фільму стали Ерік Егер і Магнус Олів, які також написали сценарій разом з Оллі Блекберном і Йоасімом Старандером. У головних ролях зіграли Джон Рекдал, Жорді Алмейда, Олександр Барейс, Люсі Бермінгем, Джек Франкель і Андреа Суч.
Фільм був показаний як офіційний відбір на Стокгольмському міжнародному кінофестивалі 2010 року, Міжнародному кінофестивалі Fantasia 2011 року та Міжнародному кінофестивалі 2011 року в Роттердамі. Його загалом позитивно сприйняли рецензенти, зокрема Fangoria, Ain't It Cool News, IndieWire та Montreal Gazette. Cinemagazine порівняв фільм із Зеліґ режисера Вуді Аллена, а рецензія на Міжнародному кінофестивалі Fantasia порівняла його з Забутим сріблом режисера Пітера Джексона.

## Сюжет
Фільм є імітаційним документальним фільмом, який досліджує можливість того, що Адольф Гітлер не покінчив життя самогубством наприкінці Другої світової війни в 1945 році. Він зосереджений навколо історика Скуле Антонсена зі Швеції (Йон Рекдал), який разом із кінорежисером Ідельфонсо Елізальде з Іспанії (Хуліан Елізальде) досліджує Адольфа Мюнхенхаузера (Дік Нільссон). Мюнхенхаузер — це людина, яка надзвичайно схожа на Гітлера, і він був узятий у полон у Берліні в 1945 році союзниками і був одним із 13 чоловіків, перевезених на борту вантажного літака США, які випадково виглядають схожими на Гітлера. Звільнившись у 1946 році з полону в таборі Ребекка, розташованому в пустелі Великого басейну, Мюнхенхаузер вирішив залишитися в Сполучених Штатах. Скуле досліджує докази діяльності Мюнхенгаузера, намагаючись підтвердити, чи справді він Гітлер. Під час розслідування дослідницькі зусилля Скуле гальмуються невідомими особами.

## Виробництво

### Розвиток
Ерік Егер, Магнус Олів і Йоакім Старандер були натхненні такими фільмами, як Зеліґ режисера Вуді Аллена та Ф для фейку режисера Орсона Веллса. У 2011 році в інтерв'ю для Міжнародного кінофестивалю «Фантазія» режисер Ерік Еґер зазначив: «В основі історії лежитьте, що сьогодні є правдою в медіа та новинах. Мені здається, сьогодні нас бомбардують більше повідомлень, ніж будь-коли. І силам, які стоять за медіа та новинами, досить легко змусити нас повірити майже у що завгодно. І, звичайно, те, у що ми віримо, робить нас такими, якими ми є. І ми просто відчули потребу щось зробити на цю тему. І це розвинулося в цю божевільну історію про Адольфа Мюнхенгаузера, який, можливо, був Адольфом Гітлером, ми не знаємо».

### Зйомки
«Сто років зла» було знято як незалежний малобюджетний фільм. Члени виробничого персоналу регулярно проживали у фургоні знімальної групи через недостатнє фінансування для ночівлі під час зйомок на місці.

## Звільнення
Фільм був показаний на Стокгольмському міжнародному кінофестивалі в листопаді 2010 року. Північноамериканська кінопрем'єра відбулася 19 липня 2011 року на Міжнародному кінофестивалі Fantasia. Фільм був офіційним відбором на Роттердамському міжнародному кінофестивалі 2011 року.

## Рецензії
Фільм отримав позитивну рецензію від Фангорії: «Помилково потрапити в „Сто років зла“, очікуючи невимушеної, серйозно зіграної частини альтернативної історії, тому що фільм Еріка Егера та Магнуса Оліва настільки комедійний, наскільки це можливо для псевдожурналістики. Зроблений майже без грошей, він акумулює дурні жарти та хитромудрі повороти історичного ревізіонізму, водночас досягаючи успіху в своїй концепції з чистою дозою винахідливості та ентузіазму». Рецензія високо оцінила гру Джона Рекдала в ролі Скуле Антонсена. Екранс зазначив: «Там багато веселощів». Фільм отримав півтори зірки з п'яти в критичній оцінці Луука Імганна в Cinemagazine, який порівняв його з фільмом Зелвґ Вуді Аллена. Новини Ain't It Cool News дали позитивну рецензію фільму: «Почасти комедія, почасти абсурдистський урок фальшивої історії, прагнення Скуле знайти правду захоплююче від початку до кінця. Іноді я думав, чи дивлюся я справжній документальний фільм, що, на мою думку, є найбільшим компліментом для режисерів Еріка Егера та Магнуса Оліва. Якщо ви шукаєте спотворений погляд на альтернативну історію, „Сто років зла“ — це безперечна річ».
 —Стокгольмський міжнародний кінофестиваль
Помічник редактора Flixist Алек Кубас-Майер зауважив: «На жаль, „Сто років зла“ страждає від досить серйозної кризи ідентичності. Він не знає, чи хоче він бути імітаційним документальним фільмом чи фільмом із знайдених кадрів». Пишучи для Man, I Love Films, Тадеус Звольфе прокоментував: «Ерік Еґер і Магнус Олів режисерують фільм, який чудово розкриває передумови та тези. Це зображення чудово справляється з тим, що виглядає так, ніби моменти розповіді були зняті оператором дипломного рівня; красиві сцени поєднуються з чудовою композицією (зйомка заходу сонця особливо красива), а сама камера є персонажем зі своєю індивідуальністю. Режисери написали сценарій разом з Йоасімом Старандером і Оллі Блекберном, і вони задумали шикарну картину». Серена Донадоні поставила фільму оцінку «B» у рецензії для IndieWire, написавши: «Розмиваючи межі між реальністю та вигадкою, „Сто років зла“ перетворює усталену історію на суб'єктивну правдивість».
Стокгольмський міжнародний кінофестиваль охарактеризував фільм так: «Сто років зла — це неймовірно карколомний досвід історичного ревізіонізму». У рецензії на Міжнародний кінофестиваль Fantasia Мітч Девіс написав: «Шведські співрежисери Ерік Егер і Магнус Олів зняли тут щось дуже вражаюче, фільм, який є водночас фальсифікованим документальним оповіданням і дивовижним процесом відкриття. трилер, доповнений випадковою послідовністю дій!». Девіс порівняв фільм із «Забутим сріблом» режисера Пітера Джексона. Ліз Фергюсон з Montreal Gazette назвала фільм «вправним імітаційним документальним фільмом» і зазначила: «Режисери Ерік Егер і Магнус Олів провели тут робочий день. Вони обговорюють теорії змови, приховування, речі, які нібито підтверджені комп'ютерним аналізом, самотніх одержимих, які чітко бачать те, у чому інші відмовляються визнавати, людей, яким подобається ділитися анекдотами зі свого минулого, анекдотами, які вони, ймовірно, розповідали багато разів. тепер кінематографісти, які роблять себе частиною історії, тощо, тощо». Рецензія Джастіна Сміта на Sound on Sight була негативною, зокрема критикуючи вибір фільму як середовища для розповіді історії: «Як і багато моккументалістів, цей фільм страждає через свою довжину та занадто близьке дотримання моделі, яку він висміює. Недолік здебільшого полягає в самій моделі експлуатації, чия надлишкова та кругла форма сприяє перестрибуванню каналів домашньої аудиторії. Насправді фільм міг би бути кращим як телесеріал».